# Кофу (княжество)

Мон рода Токугава

Княжество Кофу (яп.  甲府藩 ко:фу-хан) — феодальное княжество (хан) в Японии периода Эдо (1603—1871), в провинции Каи региона Нанкайдо на острове Хонсю (современная префектура Яманаси.

## Краткая история
Административный центр княжества: замок Кофу в городе Кофу (провинции Каи).
Доход хана:
1600—1603 годы — 63 000 коку риса
1603—1704 годы — от 250 до 350 тысяч коку
1704—1724 годы — 150 000 коку риса
В период Сэнгоку княжество управлялось различными самурайским родами. Им владели даймё Хираива Хидэтака, Тоётоми Хидэкацу, Като Мицуясу, Асано Нагамаса и Асано Юкинага.

Мон рода Янагисава

В 1603—1704 годах (с перерывами) княжеством владели симпан-даймё из рода Токугава, имевшие доход 250—350 тысяч коку.
В 1704—1724 годах Кофу-ханом управляли представители фудай-даймё из рода Янагисава, имевшие доход в размере 150 000 коку риса.
В 1724—1871 годах княжество находилось под прямым управлением сёгунов из династии Токугава.

## Правители княжества
- Токугава, 1603—1704 (симпан-даймё)

| № | Имя               | Имя       | Годы правления | Годы жизни  | Примечания                                              |
| - | ----------------- | --------- | -------------- | ----------- | ------------------------------------------------------- |
| 1 | Токугава Ёсинао   | 徳川 義直 | 1603 — 1607    | 1601 — 1650 | Девятый сын первого сёгуна Токугавы Иэясу               |
| 2 | Токугава Таданага | 徳川 忠長 | 1618 — 1624    | 1606 — 1634 | Третий сын второго сёгуна Токугавы Хидэтады             |
| 3 | Токугава Цунасигэ | 徳川 綱重 | 1661 — 1678    | 1644 — 1678 | Третий сын третьего сёгуна Токугавы Иэмицу              |
| 4 | Токугава Иэнобу   | 徳川 家宣 | 1678 — 1704    | 1662 — 1712 | Старший сын Токугавы Цунасигэ, будущий 6-й сёгун Японии |

- Янагисава, 1704—1724 (фудай-даймё)

| № | Имя               | Имя      | Годы правления | Годы жизни  | Примечания                    |
| - | ----------------- | -------- | -------------- | ----------- | ----------------------------- |
| 1 | Янагисава Ёсиясу  | 柳沢吉保 | 1704 — 1709    | 1658 — 1714 | Сын самурая Янагисавы Ёситады |
| 2 | Янагисава Ёсисато | 柳沢吉里 | 1709 — 1724    | 1687 — 1745 | Старший сын Янагисавы Ёсиясу  |

В июле 1871 года после отмены системы ханов в Японии Кофу-хан был превращен в префектуру Кофу, которая впоследствии была переименована в префектуру Яманаси.